# Campeonato Sudamericano de Clubes Campeones 1988
El Campeonato Sudamericano de Clubes Campeones 1983 fue la vigésima sexta edición de lo que era el torneo más importante de clubes de baloncesto en Sudamérica.
Fue realizado en Caracas.
El título de esta edición fue ganado por el Trotamundos de Carabobo (Venezuela).

## Equipos participantes
| País              | Equipo                                              |
| ----------------- | --------------------------------------------------- |
| Argentina 2 cupos | Club Ferro Carril Oeste Asociación Deportiva Atenas |
| Brasil 1 cupo     | Atlético Monte Líbano                               |
| Ecuador 1 cupo    | Liga Deportivia Universitaria                       |
| Perú 1 cupo       | Club de Regatas Lima                                |
| Venezuela 1 cupo  | Trotamundos de Carabobo                             |